# 신동읍대로
신동읍대로(Sindongeup-daero)는 경상남도 창원시 의창구 동읍 덕천교차로에서 창원시 의창구 동읍 봉강리 봉강교차로을 잇는 도로다.

## 주요 경유지
경상남도
- 창원시 의창구 (동읍)

## 노선
| 이름                   | 접속 노선              | 소재지 | 소재지 | 소재지 | 비고                          |
| ---------------------- | ---------------------- | ------ | ------ | ------ | ----------------------------- |
| 덕천 교차로            | 국도 제14호선 (해원로) | 창원시 | 의창구 | 동읍   |                               |
| 용잠 교차로 (용잠IC교) | 신방로                 | 창원시 | 의창구 | 동읍   |                               |
| 다호터널               |                        | 창원시 | 의창구 | 동읍   | 상행 486m 하행 510m           |
| 화목 교차로 (화목IC교) | 화양길                 | 창원시 | 의창구 | 동읍   |                               |
| 화양교 고양교          |                        | 창원시 | 의창구 | 동읍   |                               |
| 고양터널               |                        | 창원시 | 의창구 | 동읍   | 상행 연장 383m 하행 연장 318m |
| 석산터널               |                        | 창원시 | 의창구 | 동읍   | 상행 연장 173m 하행 연장 180m |
| 봉곡터널               |                        | 창원시 | 의창구 | 동읍   | 상행 연장 495m 하행 연장 480m |
| 봉곡교                 |                        | 창원시 | 의창구 | 동읍   |                               |
| 봉강2교 봉강1교        |                        | 창원시 | 의창구 | 동읍   |                               |
| 봉강 교차로            | 봉강기술로             | 창원시 | 의창구 | 동읍   |                               |